# Aleksander Jochwed
Aleksander Jochwed (ur. 16 marca 1944, zm. 20 grudnia 2022 w Aarhus) – aktor filmowy i teatralny, mim, poeta, reżyser teatralny.

## Życiorys
Studiował filologię czeską w Instytucie Slawistyki Uniwersytetu Warszawskiego; pracę magisterską poświęcił twórczości dramaturgicznej Vaclava Havla. W latach 1960–69 występował w teatrach Warszawy i na scenach studenckich. Twórca sceny pantomimy w Teatrze Studenckim Hybrydy.
Był uczniem Étienne’a Decroux, od którego w latach 1967-1968 uczył się systemu mimu cielesnego w paryskiej "L'Ecole du mime d'Etienne Decroux". Grupa pantomimiczna Jochweda zrealizowała jedyne polskie etiudy pantomimiczne oparte na ideach francuskiego twórcy. Były to programy: Medytacja oraz Przewodnik, Stwory, Improwizacja jazzowa i Improwizacja otwarta. Studiował także w "Studio du mime d'Ella Jaroszewicz" w Sztokholmie.
W latach 1976–1996 prowadził w Aarhus teatr eksperymentalny „Den Blå Hest”, którego nazwa nawiązywała do słynnej awangardowej grupy Der Blaue Reiter, i który dużo podróżował po Europie, występując także w Polsce.
Współpracował z Team-Teatret w Herning. Jako reżyser i scenarzysta był związany z Teatrem 77, pracując m.in. przy projekcie Droga do Delf.
W 1990 otrzymał drugą w historii nagrody, Nagrodę Nadziei - międzynarodowe, duńskie wyróżnienie przyznawane twórcom teatralnym od 1989